# Référendums à Malte
Les référendums d'initiative parlementaire ou populaire sont possibles à Malte, dont une loi organise le cadre légal de cette forme de démocratie directe.

## Référendums abrogatif d'origine populaire
La constitution maltaise de 1964 ne comporte pas de dispositions permettant les référendums populaire. Ceux ci ont été rendus possibles par le Referenda Act de 1973 qui a depuis permit à la population maltaise de mettre en œuvre des référendums abrogatifs à l'encontre de certaines lois votées par le parlement. 
Les signatures d'au moins 10 % des électeurs inscrits sur les listes électorales doivent pour cela être réunies. En 2017, un total de 341 856 électeurs étaient inscrits sur les listes, ce qui équivaut à un seuil d'un peu plus de 34 000 électeurs. En pratique, le nombre de signatures à collecter est cependant plus élevé pour pallier le nombre variable de signatures invalides ou en double.

### Restrictions et contrôle constitutionnel
Les référendums abrogatifs, soumis à un contrôle de constitutionnalité de la part de la cour constitutionnelle maltaise, ne sont pas autorisés à l'encontre de tout ou partie de la constitution ainsi que les domaines liés aux traités de l'Union Européenne ou aux autres traités internationaux, à la loi électorale, la législation fiscale, ainsi que l'organisation des entités décentralisé.

### Conditions de validité
Le référendum est légalement contraignant. Il n'est cependant considéré comme valide qu'a la condition de recueillir la majorité absolue des suffrages exprimés ainsi qu'un quorum de participation de 50 % des inscrits. Un référendum ne peut être organisé sur un même sujet qu'une fois passé un délai de deux ans.